# بداری
بداری نام شهر و شهرستانی در استان اسیوط مصر است.